# LP Viesti Salo 2016-2017
Questa voce raccoglie le informazioni riguardanti il LP Viesti Salo nelle competizioni ufficiali della stagione 2016-2017.

## Organigramma societario
Area direttiva
- Presidente: Markku Murto

Area tecnica
- Allenatore: Tomi Lemminkäinen
- Allenatore in seconda: Janne Harju
- Scoutman: Petri Virtanen

## Rosa
| N° | Nome                  | Ruolo | Data di nascita   | Nazionalità sportiva |
| -- | --------------------- | ----- | ----------------- | -------------------- |
| 1  | Viktoriia Tuchashvili | P     | 29 marzo 1981     | Ucraina              |
| 2  | Hillaelina Hämäläinen | L     | 9 giugno 1988     | Finlandia            |
| 4  | Noora Kosonen         | S     | 25 settembre 1993 | Finlandia            |
| 5  | Nadežda Sak           | C     | 22 ottobre 1982   | Russia               |
| 7  | Anna Czakan           | C     | 19 luglio 1996    | Finlandia            |
| 8  | Elina Käsnänen        | P     | 15 aprile 1988    | Finlandia            |
| 9  | Tuuli Kukkonen        | S     | 19 settembre 1999 | Finlandia            |
| 10 | Pauliina Vilponen     | O     | 20 febbraio 1992  | Finlandia            |
| 11 | Pilvi Kettunen        | C     | 21 febbraio 1996  | Finlandia            |
| 12 | Iida Eskonmaa         | L     | 3 giugno 1995     | Finlandia            |
| 13 | Ronja Heikkiniemi     | S     | 3 dicembre 1998   | Finlandia            |
| 14 | Taru Alho             | S     | 19 aprile 1985    | Finlandia            |
| 15 | Vera Klimovič         | C     | 29 aprile 1988    | Bielorussia          |
| 17 | Saana Lindgren        | O     | 29 gennaio 2000   | Finlandia            |
| 17 | Salla Virtanen        | P     | 1º aprile 1991    | Finlandia            |